# Судравский, Владимир Ксаверьевич
Влади́мир Ксаве́рьевич Судра́вский (родился 16 декабря 1872 года, Киевская губерния, Российская империя — умер 6 октября 1914 года) — российский военный историк, полковник, участник Первой мировой войны.

## Биография
Родился 16 декабря 1872 года, происходил из дворян Киевской губернии.
Образование получил во Владимирском-Киевском кадетском корпусе, по окончании которого 1 сентября 1889 года был принят в 1-е военное Павловское училище. Выпущен 10 августа 1890 года подпоручиком в армейскую пехоту с прикомандированием к лейб-гвардии Гренадерскому полку. 5 августа 1891 года переведен в этот полк прежним чином.
Далее Судравский последовательно получил чины поручика (5 августа 1895 года), штабс-капитана (6 мая 1900 года) и капитана (5 августа 1903 года).
В 1912 году Судравский прошёл курс в Офицерской стрелковой школе и вернулся в свой полк. В 1913 году был назначен командиром 2-го батальона лейб-гвардии Гренадерского полка, 6 декабря того же года произведён в полковники.

## Первая мировая война
Вскоре после начала Первой мировой войны Судравский в бою с немцами 27 августа 1914 года у деревни Тарнавка был тяжело ранен и 6 октября скончался от полученных ран.

## Семья
Его брат Борис также с отличием участвовал в Первой мировой войне и погиб в бою 10 июля 1915 года.

## Награды
Высочайшим приказом от 26 июня 1916 года Судравский был посмертно произведён в генерал-майоры (со старшинством от 27 августа 1914 года) и 16 августа награждён Георгиевским оружием.

## Литературная деятельность
Судравский получил большую известность как военный историк. В 1909—1910 годах в «Военном сборнике» им был напечатан обширный список «Кавалеры ордена Святого Великомученика и Победоносца Георгия за 140 лет (1769—1909 гг.)». Также им была составлена «История лейб-гвардии Гренадерского полка. 1756—1906 гг.» (СПб., 1906). Он активно сотрудничал с многими российскими периодическими изданиями («Военный сборник», «Разведчик» и др.) и являлся одним из авторов «Военной энциклопедии» издания Сытина.

## Награды
Среди прочих наград Судравский имел ордена:
- Орден Святого Станислава 2-й степени (1908 год);
- Орден Святой Анны 2-й степени (1912 год);
- Орден Святого Владимира 4-й степени с мечами и бантом (10 ноября 1914 года);
- Георгиевское оружие (16 августа 1916 года).